# هوس ایم انستال
هوس ایم انستال (به آلمانی: Haus im Ennstal) یک منطقهٔ مسکونی در اتریش است که در Expositur Gröbming واقع شده‌است. هوس ایم انستال ۸۲٫۵ کیلومتر مربع مساحت دارد ۷۷۴ متر بالاتر از سطح دریا واقع شده‌است.